# Manifattura Automobili Torino
Manifattura Automobili Torino, acronimo M.A.T., è un'azienda italiana, attiva nel settore delle carrozzerie per automobili, fondata a Torino il 21 ottobre 2014 come Società a responsabilità limitata, da Paolo Garella, dopo la sua fuoriuscita da Pininfarina.
L'atto di costituzione in società è firmato dai soci Paolo Garella e Paolo Griot. M.A.T., oltre i servizi di progettazione e consulenza, è impegnata nella produzione della New Stratos, riedizione della Lancia Stratos, nel proprio stabilimento situato in Rivalta di Torino.

## Storia
La M.A.T. è un'azienda automobilistica che progetta, sviluppa e produce autovetture di lusso e one-off. I primi progetti sono stati la SCG003C e la successiva versione S per la Scuderia Cameron Glickenhaus, la Apollo Intensa Emozione e la Devel 16. Nel gennaio 2018 è stata lanciata la produzione di 25 New Stratos, presentando il veicolo al Salone dell'Automobile di Ginevra dello stesso anno. Il progetto della New Stratos nacque nel 2010, quando l’imprenditore e collezionista di automobili tedesco Michael Stoschek commissionò a Pininfarina una riedizione della Lancia Stratos in esemplare unico, realizzata con l'intento di mantenere fede al progetto originale. La New Stratos del 2010 era una fuoriserie costruita attorno al telaio della Ferrari F430 Scuderia, opportunamente accorciato e dotato dello stesso propulsore V8 da 540 CV per un peso di 1.247 kg. Il progetto fu seguito personalmente da Paolo Garella, che lo portò con sé in M.A.T. Grazie a un accordo con Stoschek, la New Stratos è ora in produzione limitata.
A dicembre 2018, M.A.T. ha firmato un accordo con il costruttore giapponese Aspark Co. Ltd. per lo sviluppo e la realizzazione finale della supercar elettrica Aspark Owl. Dall'anno di fondazione, l'attività artigianale costituita dalla progettazione alla costruzione su commissione, si svolge nella fabbrica ubicata in Rivalta di Torino.
A partire dal 2022 l'azienda torinese si appresta a varare la collezione "Jewelry", dedicata alla realizzazione di riproduzioni di auto storiche e di prestigio su richiesta di clienti privati. La prima di queste auto prestigiose ad essere stata fatta rinascere è la Alfa Romeo 33 Stradale.

## Auto progettate

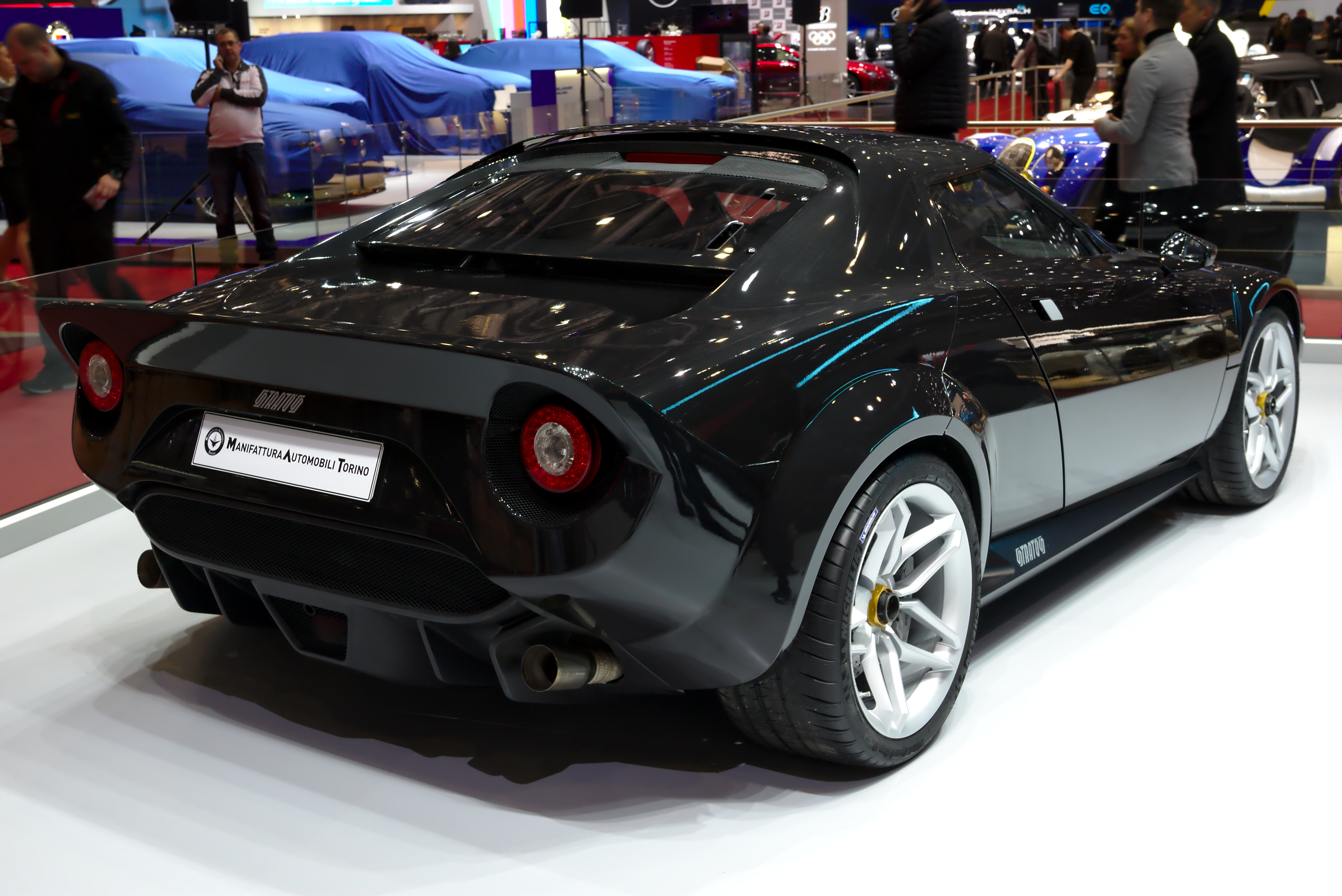
New Stratos

- New Stratos (2010 in Pininfarina, passata poi nel 2018 a Manifattura Automobili Torino)
- SCG003C (2014-2017)
- SCG003S (2016-2017)
- Apollo Intensa Emozione (2017)
- Devel 16 (studio di fattibilità nel 2017)
- Aspark Owl (2018-2019)
- Aspark SP600 (2023-2024)

## Auto prodotte

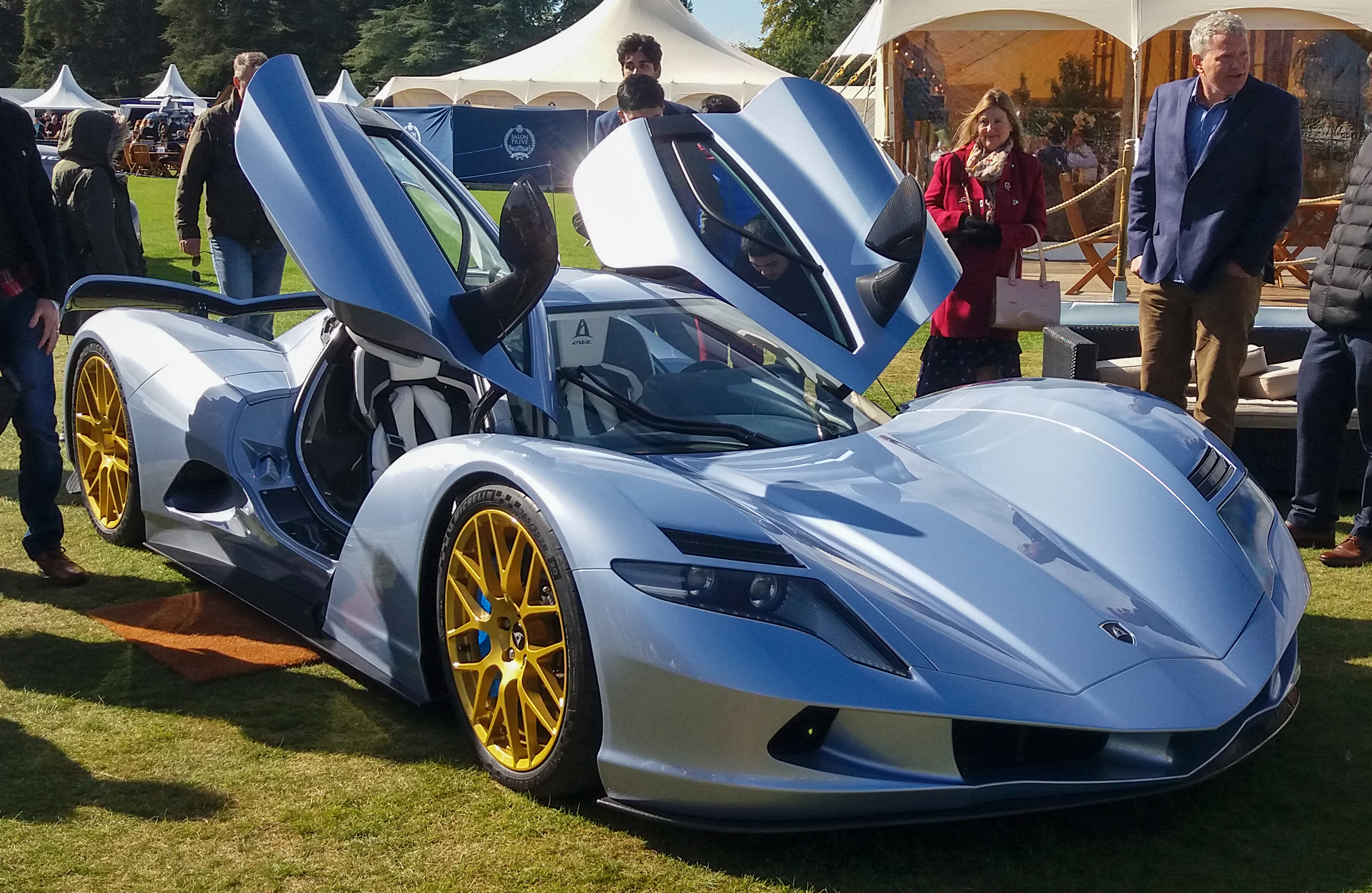
Aspark Owl

- SCG003C (2014-2017)
- SCG003S (2016-2017)
- Apollo Intensa Emozione (2017)
- New Stratos (2018)
- Aspark Owl (2019-2020)
- Aspark SP600 (2024)

## Collezione "Jewelry"

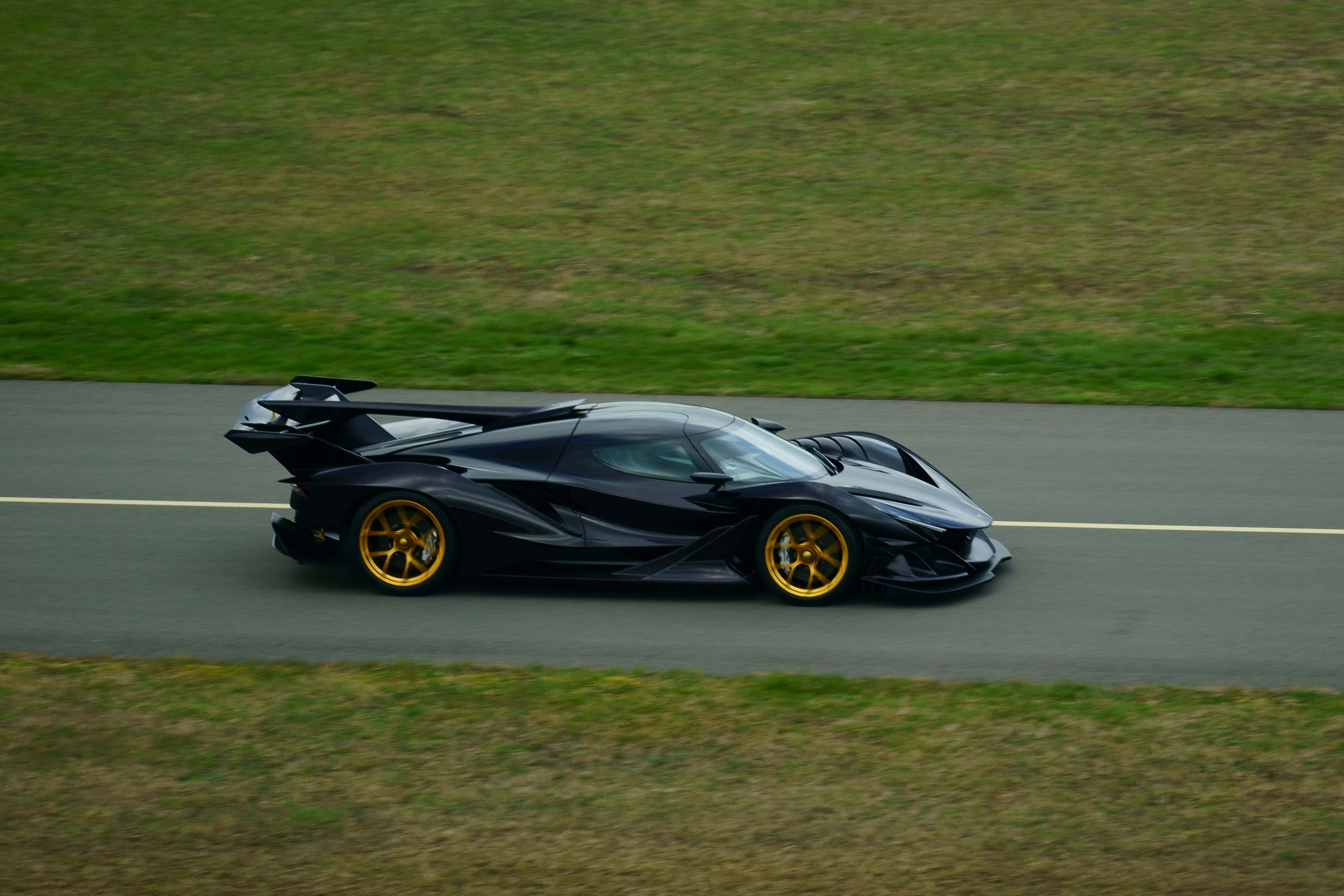
Apollo IE in pista

- Alfa Romeo 33 Stradale (2022)